# قبار نفضي
قبار نفضي (الاسم العلمي:Capparis decidua) هو نوع من النباتات يتبع جنس القبار من الفصيلة القبارية.

## معرض صور

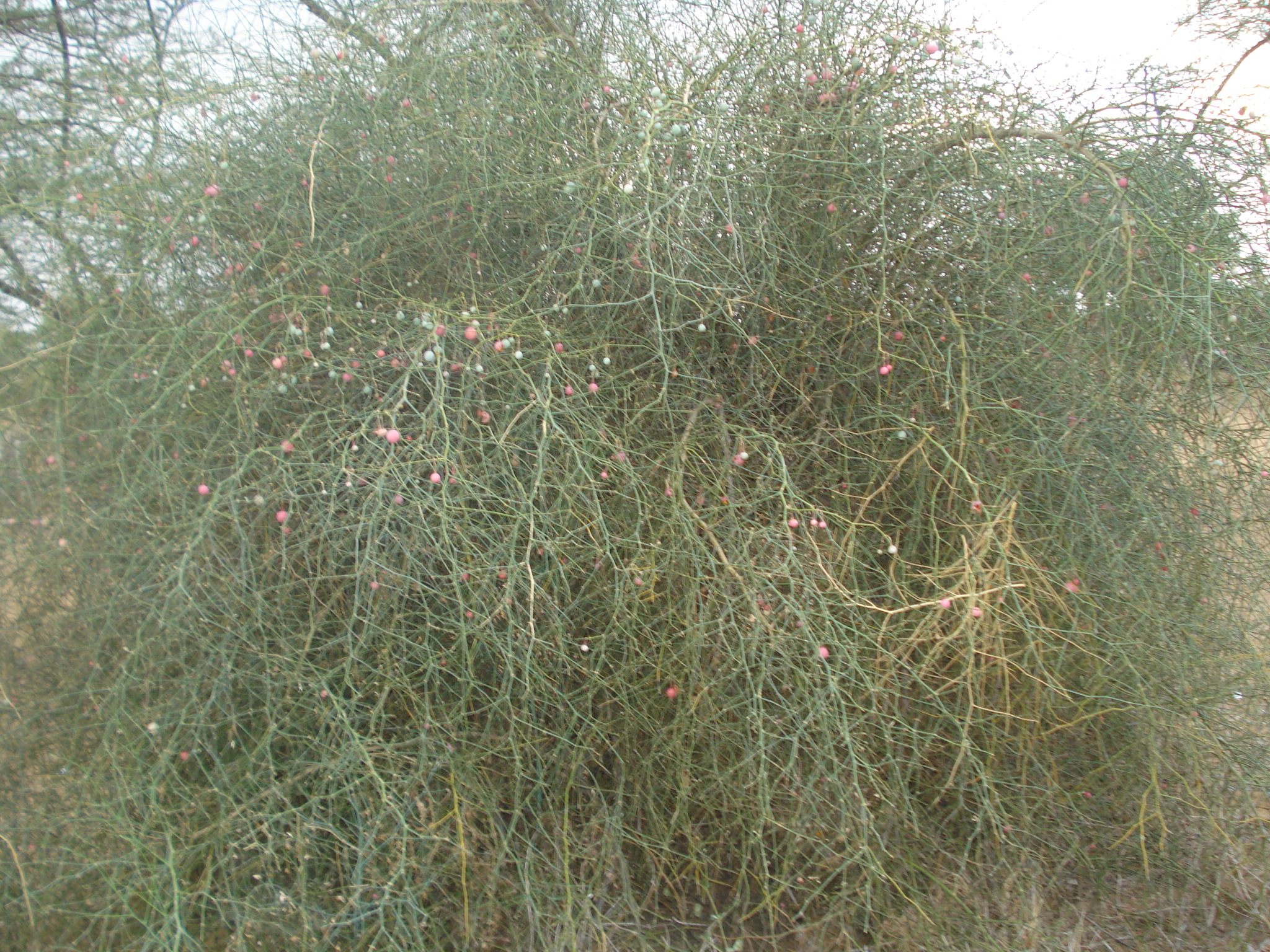
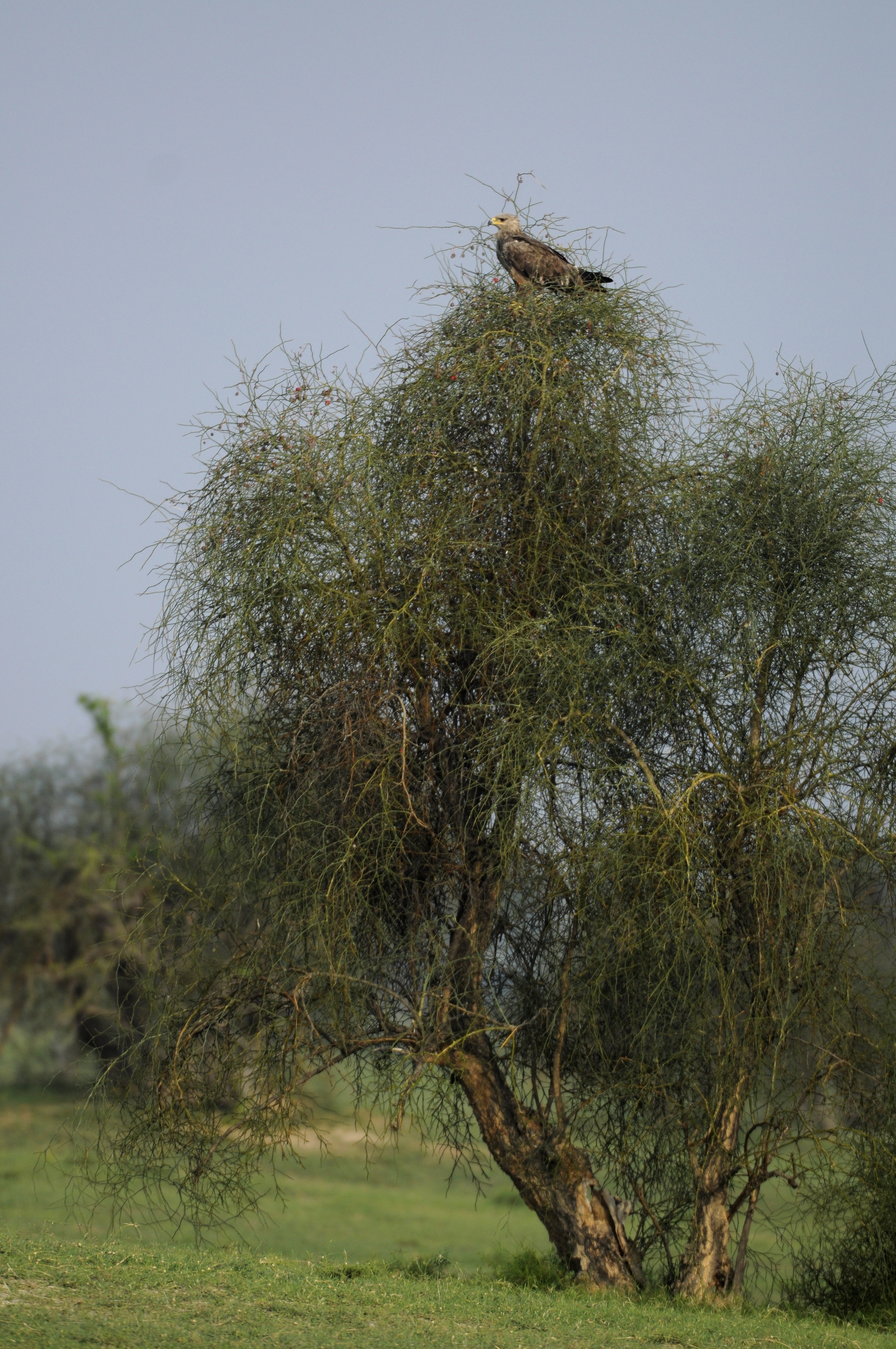
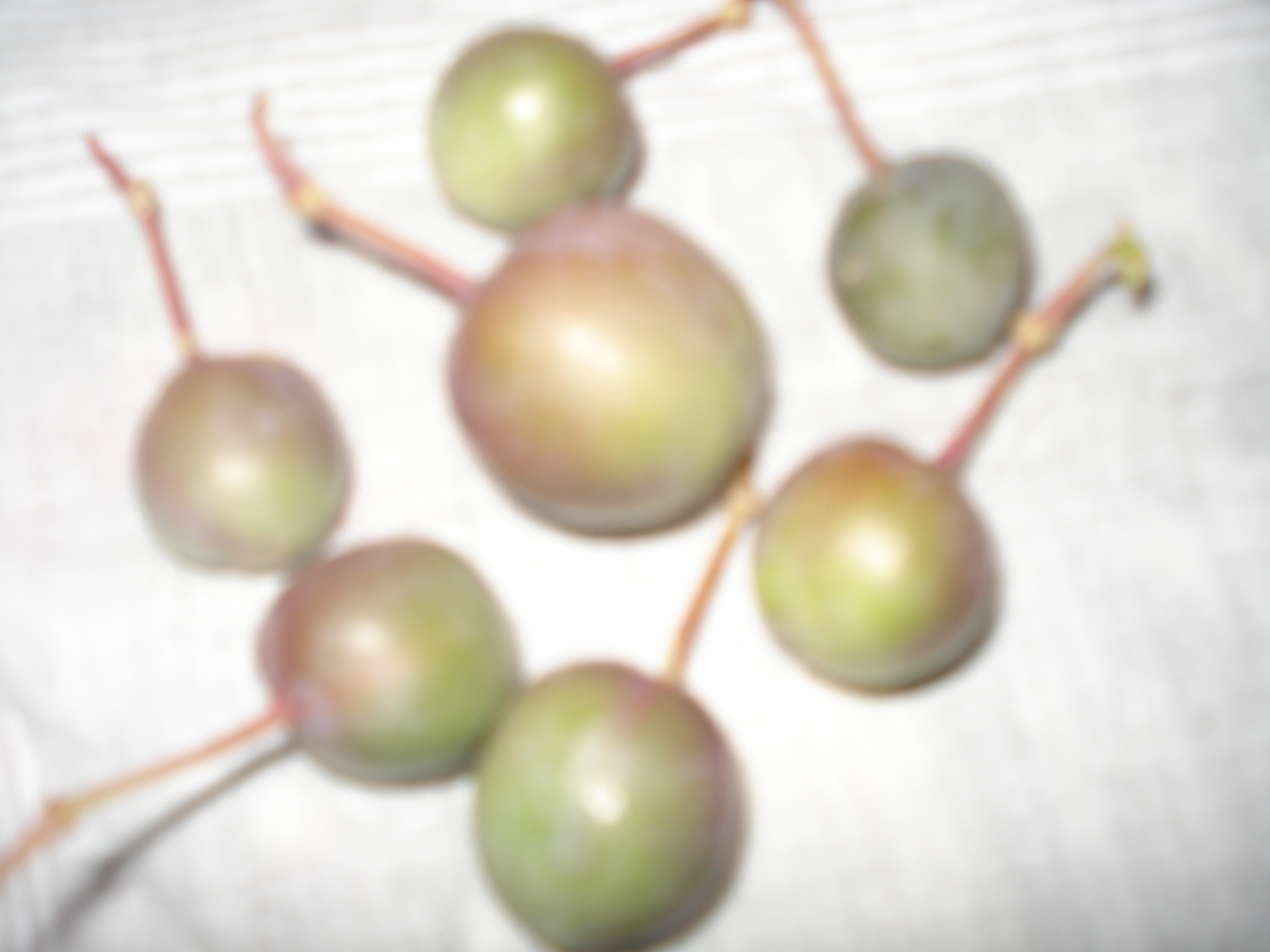
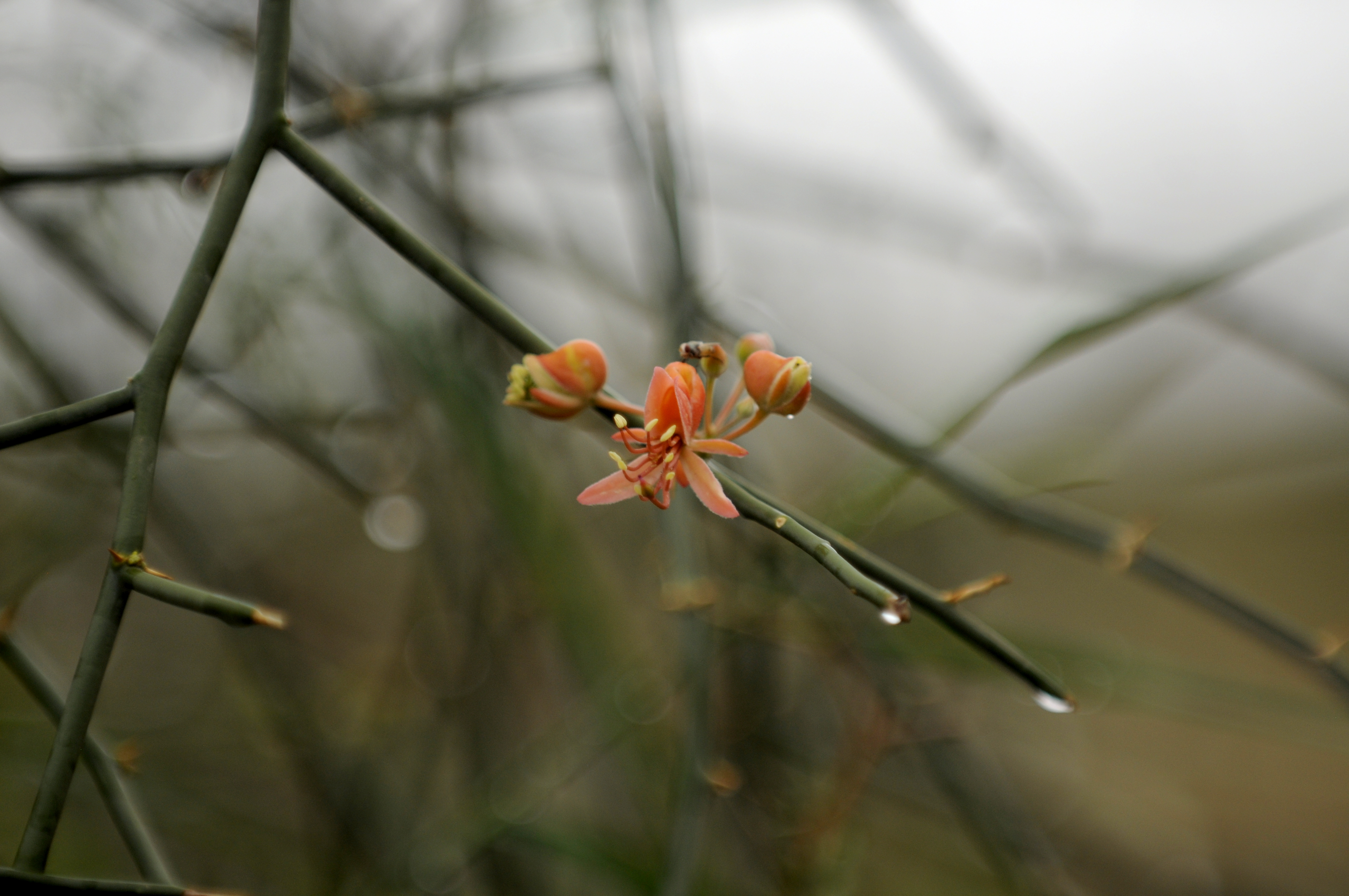
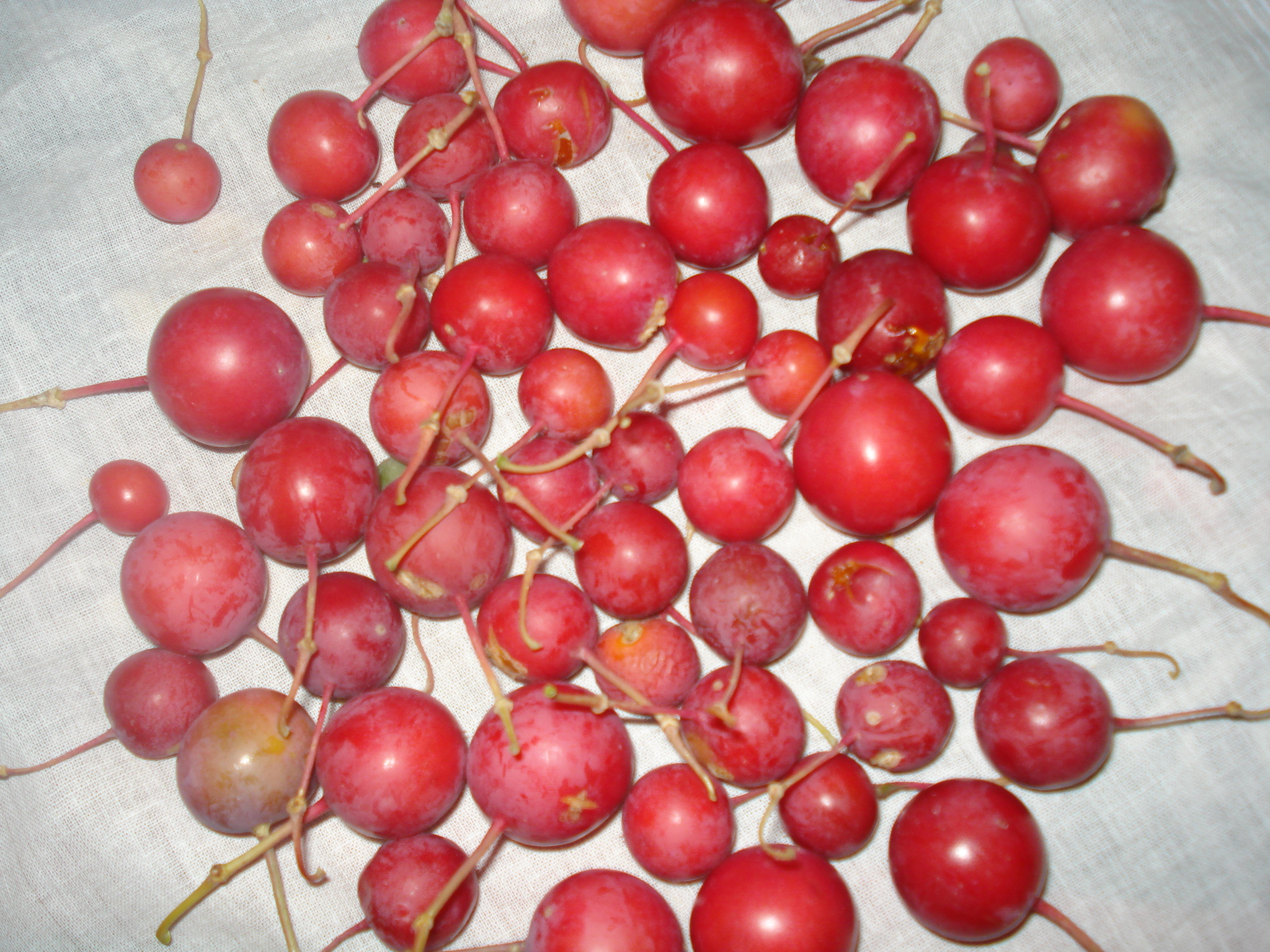
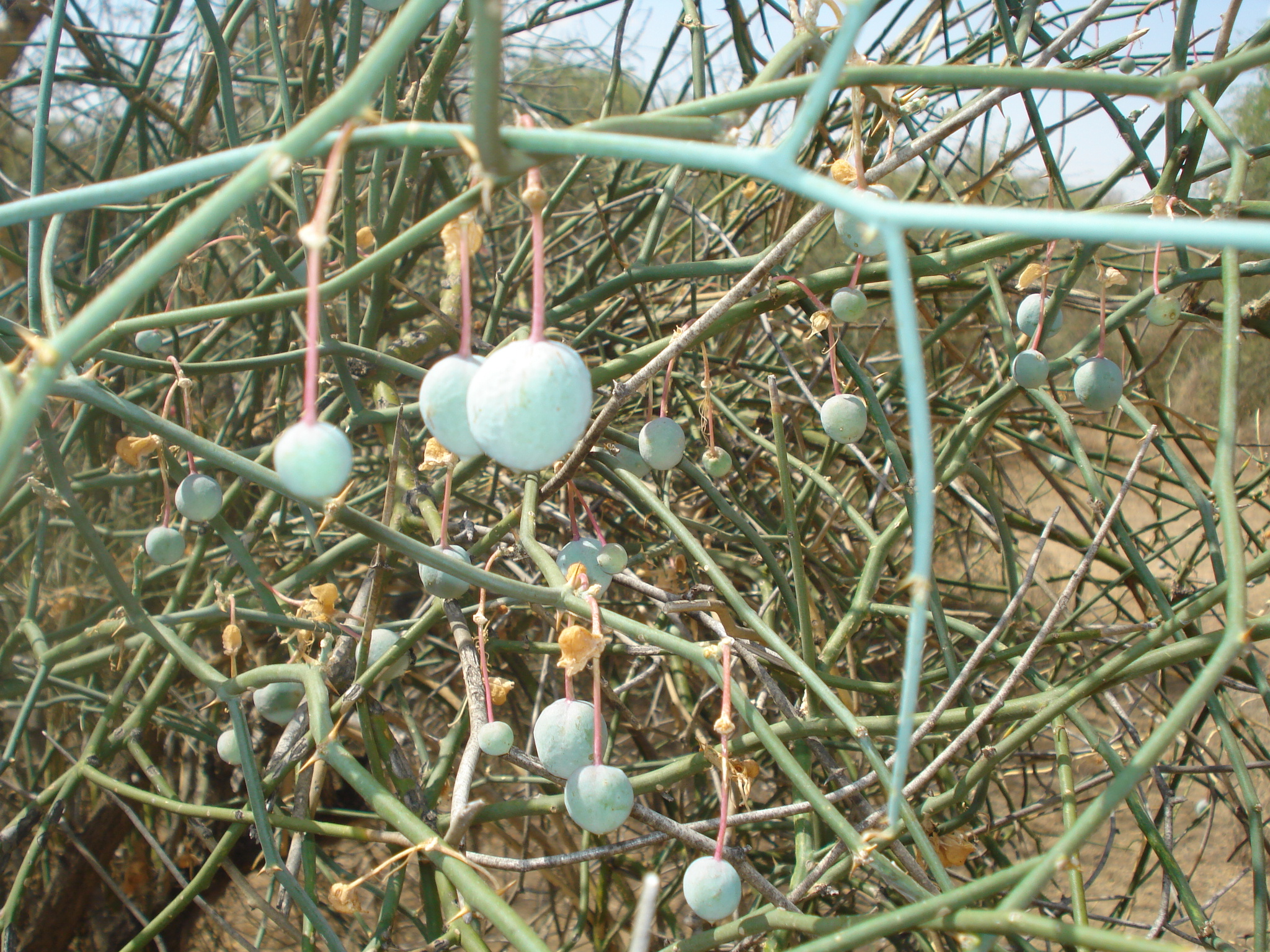